# Ipolydamásd
Ipolydamásd (szlovákul: Damašd nad Ipľom) község Pest vármegyében, a Szobi járásban.

## Fekvése
Szobtól 5 kilométerre északnyugatra, Helembától 2 kilométerre északkeletre fekszik a 12-es főút folytatásaként húzódó 1201-es út mellett. 2023 nyarán adták át a települést az Ipoly folyó felett Helembával összekötő Károly Róbert hídat.

## Földrajz
Külterületi településrészei:
- Ódamásd[4]

## Története
A falu közigazgatási területe régészeti lelőhelyekben igen gazdag, az Árpád-korban még az Ipoly völgyében és a Damásdi-patak völgyében is több lakott hely létezett, melyek a 13. század végére, 14. század elejére elnéptelenedtek. Nem tudni, hogy az Árpád-kor végét jellemző anarchikus állapotok, vagy esetleg tudatos telepítéspolitika (összefüggő királyi vadászterület biztosítása) következtében.
A település neve 1262-ben fordul elő először Damas néven, nem egészen egyértelmű, hogy az említés a falu mai helyén álló egykori településre, vagy a Damásdi-patak völgyében ma Ódamásdnak nevezett területre vonatkozik-e. A falu közigazgatási határán belül két középkori kővár nyomai is megtalálhatóak. A ma Zuvárnak nevezett, az Ódamásdi völgy feletti 313 méter magas hegyen található vár valószínűleg a 13. században épült, és hozzávetőleg fél évszázadig lakták tulajdonosai az itt talált régészeti leletek tanúsága szerint. A damásdi várat 1361-ben említik először, mely a király tulajdonában volt ekkor és vadászkastélyul szolgált. A ma Damásd várának nevezett hely, amely domboldalban lévén vár építésére nem kifejezetten ideális, vadászkastély céljára remek helyszín lehetett. 1391-ben egy 1372-ben kelt oklevelet említenek, melyet I. Lajos király a damásdi várban állított ki. 1361 és 1503 között a vár 10 várnagyának neve ismert. 1523-ban II. Lajos az esztergomi káptalan tulajdonába adta a várat. Többet nem említik oklevelek, legkésőbb a török kor legelején (1543-1544) elpusztulhatott.

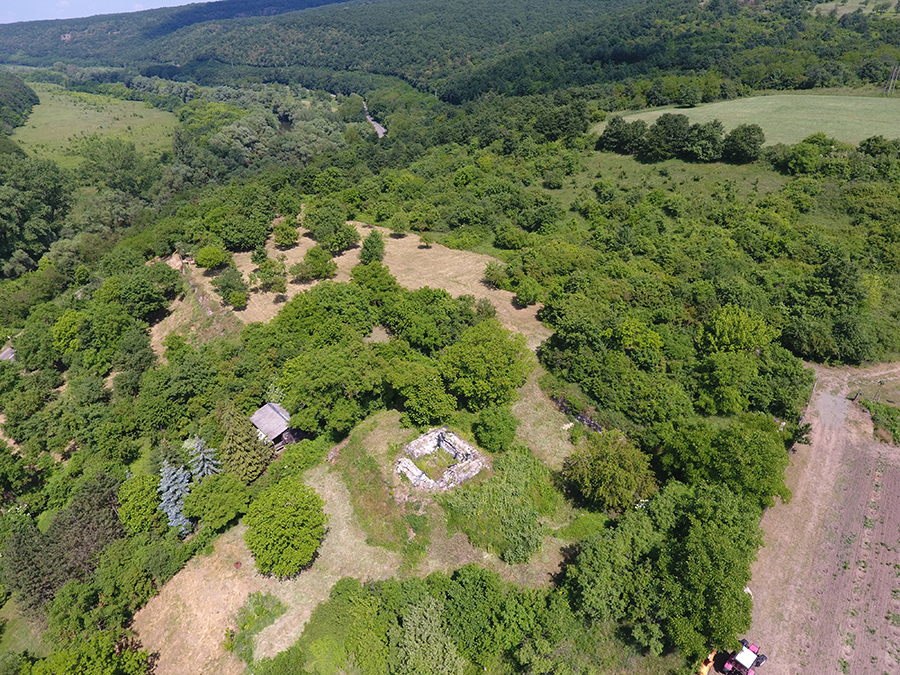
Ipolydamásd - Damásd vár légi fotón

Az Árpád-kort követően csak a Zuvár-hegy tövében lévő település maradhatott lakott, de időlegesen elnéptelenedhetett ez is, mert 1570-ben nem szerepelt a török adóösszeírásokban.
1581-ben az esztergomi bég palánkvárat építtetett a mai falu északi végében, az Ipoly fölötti dombon, feltehetően az egykori királyi vadászkastély romjain a magyar végváriak portyáinak megakadályozására. Ezt a ma Damásd várának nevezett török végvárat a törökök 1594-ben kiürítették és felgyújtották a magyar hadi sikerek miatt. Az 1606-os zsitvatoroki béke után a magyar csapatok építették újjá az Ipoly völgyét védő korábbi török végvárat, az 1610-es, 1620-as években folytatódott Damásd várának megerősítése. Az 1630-as években őrsége általában 50 lovas, 100 gyalogos volt. 1641-ben békeidőben a törökök botrányos körülmények között elfoglalták, ezért Eszterházy Miklós nádor levélben tiltakozott a budai basánál, aki a várat ki is üríttette, de előzőleg felgyújtatta. Ezt követően a magyarok birtokolták 1646-ig, amikor Bercsényi László várkapitány távollétében a váci törökök elfoglalták, az ott tartózkodókat leöldösték, a falakat pedig földig rombolták. A vár többé nem épült fel.
Az 1690-es pestisjárvány után Privigye környékéről érkező szlovákokkal telepítették be Ódamásdot. A falu az Ódamásd nevű területről 1804-ben települt át jelenlegi helyére, az Ipoly partjára.
A vasútépítésekhez szükséges zúzottkő iránti igény jelentős növekedése és árának aránytalan emelkedése miatt a MÁV 1912 őszén, kísérletképpen, a Damásdi-hegyen saját kőbányát nyitott (Jamai-bánya).  A kőfejtőt a Pohlig cég által gyártott kötélpálya kötötte össze a szobi mintára épült zúzóművel, melyet az Ipoly túlsó partján, Helemba közelében, a vasút mellé építették.  A kedvező üzleti eredmények ellenére a rövid életű bánya csak az első világháború végéig üzemelt: a kőfejtő a magyar oldalra esett, a zúzómű és a vasúti rakodó viszont csehszlovák területre; a drótkötelet az Ipoly felett elvágták, a kötélpálya magyar részen maradt anyagai Nemesgulácsra kerültek.

## Közélete

### Polgármesterei
- 1990–1994: Dr. Gosztonyi Jenő (MDF)[8]
- 1994–1998: Dr. Gosztonyi Jenő (független)[9]
- 1998–2002: Dr. Gosztonyi Jenő (MDF)[10]
- 2002–2006: Dr. Gosztonyi Jenő (független)[11]
- 2006–2010: Rományik Ferenc (független)[12]
- 2010–2014: Rományik Ferenc (független)[13]
- 2014–2019: Rományik Ferenc (független)[14]
- 2019–2024: Rományik Ferenc (független)[15]
- 2024– : Rományik Ferenc (Fidesz-KDNP)[1]

## Népesség
A település népességének változása:
| Lakosok száma | 352  | 347  | 350  | 375  | 418  | 416  | 417  |
|               | 2013 | 2014 | 2018 | 2021 | 2022 | 2023 | 2024 |

A 2011-es népszámlálás során a lakosok 71,4%-a magyarnak, 1,2% cigánynak, 0,6% németnek, 0,6% románnak, 0,3% szlováknak mondta magát (28,6% nem nyilatkozott; a kettős identitások miatt a végösszeg nagyobb lehet 100%-nál). A vallási megoszlás a következő volt: római katolikus 50,9%, református 2,3%, evangélikus 0,3%, görögkatolikus 0,3%, felekezeten kívüli 4,9% (39,3% nem nyilatkozott).
2022-ben a lakosság 89%-a vallotta magát magyarnak, 1,4% németnek, 0,2% cigánynak, 0,2% szlováknak, 0,2% románnak, 1,4% egyéb, nem hazai nemzetiségűnek (11% nem nyilatkozott; a kettős identitások miatt a végösszeg nagyobb lehet 100%-nál). Vallásuk szerint 28,2% volt római katolikus, 3,3% református, 0,7% görög katolikus, 0,5% evangélikus, 2,2% egyéb katolikus, 6,9% felekezeten kívüli (58,1% nem válaszolt).

## Nevezetességei
- Zuvár
- Damásd vára